# Paul Kitson
Paul Kitson est un footballeur anglais, né le 9 janvier 1971 à Murton, Durham. Évoluant au poste d'avant-centre, il est principalement connu pour ses saisons à Leicester City, Derby County, Newcastle United et West Ham United.

## Biographie

### Carrière de joueur
Natif de Murton, comté de Durham, il commence sa carrière à Leicester City, comme stagiaire en 1988. Avec son coéquipier d'attaque, Ian Baraclough, ils dynamisent l'attaque des équipes de jeunes du club, marquant plus de 60 buts à eux deux lors de la saison 1988-89. Leurs bonnes performances leur valent de signer leur premier contrat professionnel pour le début de la saison 1989-1990.
Après des performances prometteuses, il est acheté par Derby County, en mars 1992, pour un transfert record d'une valeur total de 1,3 million de £, se détaillant par un versement de 800 000£ plus Phil Gee (en) et Ian Ormondroyd (en). Derby County est alors en D2, à la lutte pour la promotion pour la nouvelle Premier League et a investi massivement avec l'arrivée de Marco Gabbiadini et Tommy Johnson en plus de Kitson. Sur cette fin de saison, il marque 4 buts en 12 rencontres mais son club est éliminé lors des demi-finales du play-off de promotion par Blackburn Rovers. C'est à cette période qu'il reçoit 7 sélections en Angleterre espoirs pour 3 buts marqués.
La saison suivante, 1992-93, ne permet pas à Derby County de concrétiser ses espoirs de montée ne parvenant pas à se mêler à la lutte pour le haut du tableau, mais est une bonne saison sur le plan personnel pour Kitson, avec 17 buts en 44 matches. Lors de la saison 1993-94, Kitson inscrit 13 buts et Derby County, est à deux doigts d'arracher la promotion, n'échouant qu'en finale du play-off de promotion face à Leicester City. Il commence la saison 1993-94 avec Derby, inscrivant 2 buts en 8 matches, avant d'être transféré et après un total de deux saisons et demie à Derby, pour 49 buts en 132 matches (dont 36 buts en 105 matches de championnat).
Il s'engage pour Newcastle United en le 24 septembre 1994, recruté pour 2 250 000£. Lionel Pickering (en), le président de Derby County, a tout d'abord refusé cette offre, estimant que Kitson valait entre 3 et 4 millions de £, mais le conseil d'administration du club inversa cette décision et accepta le transfert au prix proposé. Au début, Kitson n'est que le troisième choix en attaque, après Andy Cole et Peter Beardsley mais s'impose dans l'équipe après le départ de Cole à Manchester United. Il termine la saison 1994-95 avec 8 buts en 26 matches.
Lors de la saison suivante, les arrivées de Les Ferdinand puis de Faustino Asprilla le relèguent sur le banc, il ne marque que 2 buts pour 6 matches joués. La saison 1996-97 est marquée par l'arrivée de l'attaquant-vedette Alan Shearer, ce qui réduit encore son temps de jeu. Ainsi, il est transféré à West Ham United pour 2,3 millions de £, le 10 février 1997. 
Son nouveau club est alors à la lutte pour éviter la relégation et a recruté un autre attaquant, John Hartson, avec qui Kitson va former une paire très efficace, en remplacement du duo d'attaque qui avait commencé la saison, Florin Răducioiu et Paulo Futre, dont les statistiques étaient très décevantes.
Cette seconde moitié de saison est une réussite pour Kitson, qui marque dès son premier match avec West Ham, contre Tottenham Hotspur, le 22 février 1997. Plus tard dans la saison, le 3 mai 1997, il inscrit un coup du chapeau lors d'une victoire 5-1 contre Sheffield Wednesday après marqué des doublés contre Chelsea et Everton. Il permet ainsi à son club de terminer à la 14e place et donc de se maintenir, ayant marqué 8 buts dans les 14 matches qu'il a joués.
Les saisons suivants furent moins réussies, son temps de jeu s'étant réduit, mais il reste fidèle à West Ham 5 saisons supplémentaires : 4 buts en 13 matches en 1997-98, 3 buts en 17 matches en 1998-99, aucun but pour 10 matches en 1999-2000, 2 buts en 2000-01 et 3 buts (un coup du chapeau réalisé le 19 novembre 2001, lors d'un match nul 4-4 contre Charlton Athletic) en 2001-2002. 
Durant son passage à West Ham, il connaît deux prêts à Charlton Athletic puis à Crystal Palace. Ses dernières saisons le voient jouer pour Brighton & Hove Albion, Rushden & Diamonds et Aldershot Town, où il met un terme à sa carrière.